# The Analogues
The Analogues — трибьют-группа из Нидерландов, исполняющая песни The Beatles. Цель коллектива, образовавшегося в 2014 году, заключается в том, чтобы исполнять музыку «Битлз» позднего студийного периода, используя аналоговые и существовавшие в то время инструменты. С самого начала Analogues при поддержке духовых и струнных инструментов исполняли живьём песни и целые альбомы, которые сами The Beatles никогда не играли на концертах. Группа не прилагает усилий, чтобы быть внешне похожими на «Битлз», но их называют мастерами по воссозданию и воспроизведению оригинального звука.

## История
В 2015—2016 годах The Analogues осуществили свой первый гастрольный тур, выступая как в Нидерландах, так и за границей, в ходе которого исполняли альбом 1967 года Magical Mystery Tour.
В 2017 году группа гастролировала с полной версией альбома Sgt. Pepper's Lonely Hearts Club Band, в том числе выступив 1 июня в 17-тысячном амстердамском зале Ziggo Dome — концерт был приурочен к пятидесятилетию пластинки.
В июне того же года голландская национальная телерадиокомпания NTR показала часовой документальный фильм о кропотливом процессе анализа сложных композиций The Beatles и экспериментальном использовании студийного оборудования, а также приобретении надлежащих аналоговых инструментов для подготовки живого исполнения программы альбома Sgt. Pepper. Перед воспроизведением альбома многослойные аранжировки были полностью записаны группой.
Также в 2017 году Analogues подписали контракт на выпуск шести пластинок с Universal Music Group, пять из которых — концертные исполнения альбомов Beatles, а ещё одна — собственный оригинальный материал, вдохновлённый битловской музыкой. Все шесть альбомов будут выпущены под лейблом Decca Records — тем самым, который отказался подписывать контракт с «Битлз» в 1962 году.
В 2018—2019 годах The Analogues совершили поездку по Нидерландам, Бельгии, Германии и Великобритании, исполнив альбом The Beatles 1968 года (также известный как «Белый альбом»).

## Состав

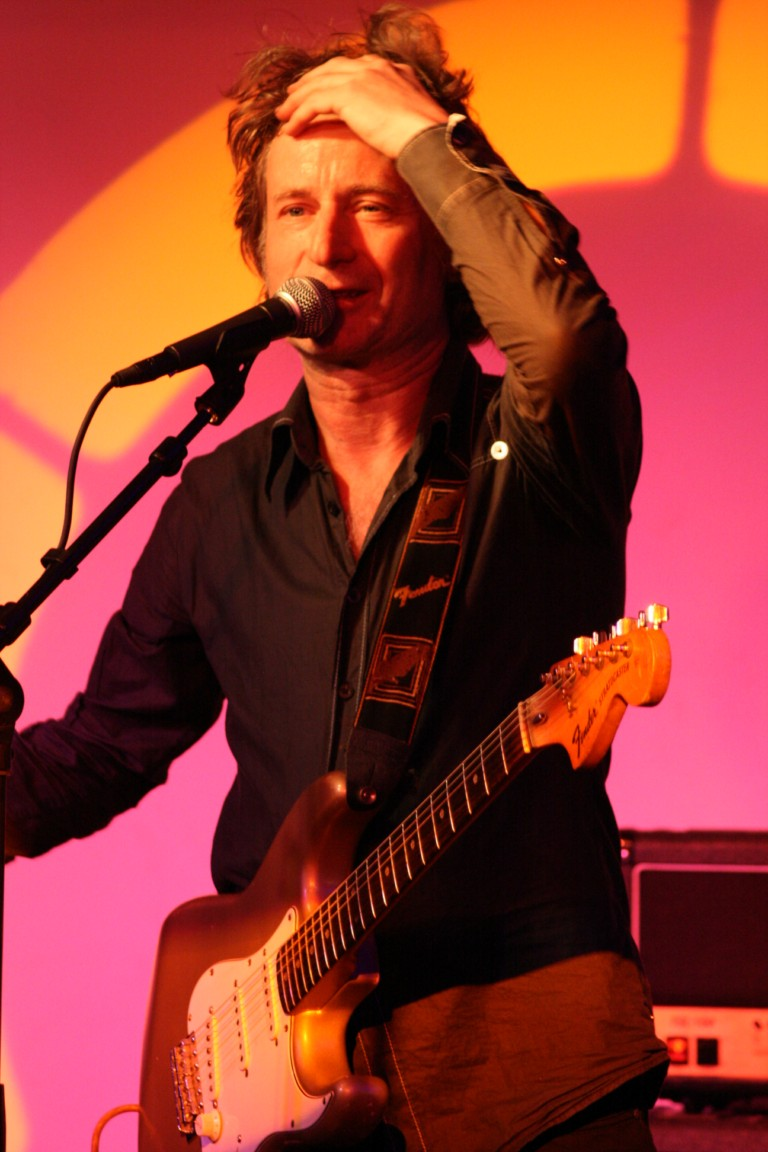
Ян ван дер Мей.

В группе The Analogues пять основных участников. Четверо из них — голландские поп-музыканты, пятый — вице-председатель дома моды PVH Фред Геринг, который оказался способен играть на барабанах в соответствии со стандартами, заданными другими участниками:
- Жак Бико — гитара, вокал[1]
- Фред Геринг — барабаны, вокал[1]
- Феликс Магинн — гитара, вокал (заменил Яна ван дер Мея)
- Дидерик Номден — клавишные, гитара, вокал[1]
- Барт ван Поппел — бас-гитара, клавишные, вокал[1], продюсер[4]

### Бывший участник
- Ян ван дер Мей — гитара, вокал[1]

Во время концертов в группе участвуют также музыканты, играющие на духовых и струнных инструментах — как минимум по квартету. Пять основных участников исполняют вокальные партии и играют на всех других инструментах, за исключением таблы.

## Инструменты
В поисках звука, максимально приближенного к оригинальным записям, Analogues собрали большую коллекцию музыкальных инструментов, усилителей и прочего, включая чёрно-белую гитару «Rickenbacker», как у Джона Леннона, светло-голубой «Fender Stratocaster», как у Джорджа Харрисона, и бас в форме скрипки «Höfner», как у Пола Маккартни. Даже имеющихся у группы пяти фортепиано, десяти органов, более двадцати пяти гитар, ударной установки «Ludwig» и ассортимента духовых инструментов недостаточно для воспроизведения сложных аранжировок The Beatles. Требуются также экзотические музыкальные инструменты из Индии, в том числе дилруба, свармандал, танпура, табла и ситар. Специально для исполнения композиции «The Fool on the Hill» используется гармоника длиной в один метр, а для «Baby, You're a Rich Man» — клавиолин.
Разбором исполняемой музыки главным образом занимается бас-гитарист и продюсер Барт ван Поппел. После тщательного анализа аранжировок альбома (ноты недоступны) и сверки по книге «Beatles Gear» Энди Бабюка, которую называют «библией» инструментов «Битлз», начинается поиск необходимого оборудования, например, орган Lowrey Heritage Deluxe 1965 года или один из только тридцати известных существующих меллотронов определённой серии, использовавшийся во вступлении к «Strawberry Fields Forever». Даже если инструмент используется только в одной композиции, он будет найден. По крайней мере в одном случае на создание произведения ушёл целый год.

## Критика
В 2014 году обозреватель амстердамской газеты «Het Parool» побывал на премьере «Magical Mystery Tour» и охарактеризовал звучание как «жутко близкое к оригиналу». В 2015 году голландская газета «De Volkskrant» писала, что группа пугающе хорошо оживила звучание The Beatles. В 2016 году «Eastern Daily Press» оценила выступление в Норвиче как «музыкальное чудо», дарующее «поистине волшебную возможность» услышать студийные песни «Битлз» начиная с «Magical Mystery Tour» 1967 года, которые они сами никогда не исполняли на сцене, сыгранные вживую и достоверно.